# Laringomalácia
Laringomalácia é a causa mais comum de estridor durante a infância, na qual o tecido cartilaginoso imaturo da parte superior da laringe se volta para dentro durante a inalação, o que provoca obstrução das vias respiratórias.